# فومیو هایاساکا
فومیو هایاساکا (به ژاپنی: 早坂文雄 Hayasaka Fumio) (۱۹ آگوست، ۱۹۱۴ – ۱۵ اکتبر، ۱۹۵۵) یک آهنگساز موسیقی کلاسیک و موسیقی فیلم بود. هایاساکا در شهر سندای در جزیره اصلی ژاپن هونشو متولد شد.